# Quarante-huitième circonscription de la Seine
La Quarante-huitième circonscription de la Seine est l'une des neuf circonscriptions législatives que compte le département français de la Seine, situé en région Île-de-France.

## Description géographique
La Quarante-huitième circonscription de la Seine était composée de :
- canton de Saint-Maur-des-Fossés[2]

## Description historique et politique

### Historique des députations[3]
| Législature | Début de mandat | Fin de mandat  | Député          | Parti politique | Observations                                                                             |
| ----------- | --------------- | -------------- | --------------- | --------------- | ---------------------------------------------------------------------------------------- |
| Ire         | 9 décembre 1958 | 9 octobre 1962 | Philippe Vayron | IPAS            | Mandat écourté à la suite d'une dissolution parlementaire décidée par Charles de Gaulle. |
| IIe         | 6 décembre 1962 | 9 février 1966 | Pierre Billotte | UNR-UDT         |                                                                                          |
| IIe         | 9 février 1966  | 2 avril 1967   | Gilbert Noël    | UNR-UDT         |                                                                                          |

## Historique des élections

### Élections de 1958[3]
| Candidat       | Candidat             | Parti                     | Premier tour | Premier tour | Second tour | Second tour |  |
| Candidat       | Candidat             | Parti                     | Voix         | %            | Voix        | %           |  |
| -------------- | -------------------- | ------------------------- | ------------ | ------------ | ----------- | ----------- |  |
|                | Philippe Vayron élu  | CNIP                      | 12 785       | 23,6         | 22 330      | 41,88       |  |
|                | Armand Dudach        | PCF                       | 11 761       | 21,71        | 14 106      | 26,46       |  |
|                | Paul Baron           | MRP                       | 10 277       | 18,97        | 16 884      | 31,67       |  |
|                | Gilbert Noël         | Divers droite (Gaulliste) | 5 750        | 10,61        | Retrait     | Retrait     |  |
|                | André Dassibat       | Modérés                   | 3 822        | 7,06         | Retrait     | Retrait     |  |
|                | Marie-Louise Villien | SFIO                      | 3 121        | 5,76         | Retrait     | Retrait     |  |
|                | Jean Rousseau        | Radsoc                    | 1 923        | 3,55         |             |             |  |
|                | Jean Le Trocquer     | UFD                       | 1 687        | 3,11         |             |             |  |
|                | François Mazaleyrat  | Divers                    | 1 185        | 2,19         |             |             |  |
|                | Albert Privat        | UFF                       | 710          | 1,31         |             |             |  |
|                | René Auger           | UFF                       | 693          | 1,28         |             |             |  |
|                | César Ribetti        | Divers                    | 460          | 0,85         |             |             |  |
|                |                      |                           |              |              |             |             |  |
| Inscrits       | Inscrits             | Inscrits                  | 67 617       | 100,00       | 67 617      | 100,00      |  |
| Abstentions    | Abstentions          | Abstentions               | 12 267       | 18,14        | 13 334      | 19,72       |  |
| Votants        | Votants              | Votants                   | 55 350       | 81,86        | 54 283      | 80,28       |  |
| Blancs et nuls | Blancs et nuls       | Blancs et nuls            | 1 176        | 2,12         | 963         | 1,77        |  |
| Exprimés       | Exprimés             | Exprimés                  | 54 174       | 97,88        | 53 320      | 98,23       |  |

Le suppléant de Philippe Vayron était Pierre Wastiaux.

### Élections de 1962[3]
| Candidat       | Candidat                | Parti                     | Premier tour | Premier tour | Second tour | Second tour |  |
| Candidat       | Candidat                | Parti                     | Voix         | %            | Voix        | %           |  |
| -------------- | ----------------------- | ------------------------- | ------------ | ------------ | ----------- | ----------- |  |
|                | Pierre Billotte élu     | UNR-UDT                   | 14 693       | 29,98        | 26 681      | 51,39       |  |
|                | Armand Dudach           | PCF                       | 13 975       | 28,52        | 17 467      | 33,64       |  |
|                | Philippe Vayron sortant | CNIP                      | 7 464        | 15,23        | 7 774       | 14,97       |  |
|                | Charles Julien          | MRP                       | 7 353        | 15,01        | Retrait     | Retrait     |  |
|                | Marcel Zehnacker        | Divers droite (Gaulliste) | 3 015        | 6,15         | Retrait     | Retrait     |  |
|                | André Abéla             | Radsoc                    | 1 845        | 3,77         |             |             |  |
|                | Henri Jehan             | Divers droite (Gaulliste) | 657          | 1,34         |             |             |  |
|                |                         |                           |              |              |             |             |  |
| Inscrits       | Inscrits                | Inscrits                  | 70 354       | 100,00       | 70 356      | 100,00      |  |
| Abstentions    | Abstentions             | Abstentions               | 20 239       | 28,77        | 17 222      | 24,48       |  |
| Votants        | Votants                 | Votants                   | 50 115       | 71,23        | 53 134      | 75,52       |  |
| Blancs et nuls | Blancs et nuls          | Blancs et nuls            | 1 113        | 2,22         | 1 212       | 2,28        |  |
| Exprimés       | Exprimés                | Exprimés                  | 49 002       | 97,78        | 51 922      | 97,72       |  |

Le suppléant de Pierre Billotte était Gilbert Noël. Gilbert Noël remplaça Pierre Billotte, nommé membre du gouvernement, du 9 février 1966 au 2 avril 1967.